# Whyalla
Whyalla – miasto w Australii, w stanie Australia Południowa, na wschodnim wybrzeżu Półwyspu Eyrego, nad Zatoką Spencera (Ocean Indyjski). W mieście wg cenzusu z 2021 mieszkało 21 244 mieszkańców.

## Miasta partnerskie
- Texas City
- Ezhou